# Alak (Kupang)
Alak ist ein Distrikt (Kecamatan) in der indonesischen Stadt Kupang (Provinz Ost-Nusa-Tenggara).

## Geographie
Alak liegt am südlichen Ufer der Bucht von Kupang, im Westen der Stadt Kupang. Im Süden befindet sich der Distrikt Maulafa und im Osten die Distrikte Kelapa Lima und Oebobo. Westlich und südlich grenzt Alak außerdem an den Distrikt Westkupang (Kupang Barat), der zum Regierungsbezirk (Kabupaten) Kupang gehört.
Alak hat eine Fläche von 86,91 km² und steigt vom Meeresufer bis auf eine Höhe von 250 m über dem Meeresspiegel im Süden. Der Distrikt unterteilt sich in zwölf Kelurahan (deutsch Dörfer): Alak im Nordwesten, Naioni im Süden, Penkase Oeleta, Batuplat und Manulai II im Zentrum und im Nordosten Manutapen, Mantasi, Fatufeto, Nunhila, Nunbaun Delha, Nunbaun Sabu und Namosain. Mantasi ist von ihnen der kleinste mit 0,12 km², während Naioni 35,75 km² hat. In der Flächengröße folgen dann Manulai II mit 19,74 km², Alak mit 9,31 km², Pekase Oeleta mit 9,12 km², Batuplat mit 7,54 km², Namosain mit 2,16 km², Manutapen mit 1,15 km², Nunbaun Sabu mit 0,72 km², Nunbaun Delha mit 0,51 km², Fatufeto mit 0,41 km² und Nunhila mit 0,38 km².
Das Klima ist tropisch. Man erreicht Temperaturen von bis zu 35 °C. Die jährliche Niederschlagsmenge beträgt 960 mm. Am meisten Regen fällt im Dezember und Januar.
Der Boden besteht aus Felsen und roter, beziehungsweise weißer Erde. Hier wachsen unter anderem Papyrus, Kokospalmen und Teakbäume.

## Einwohner
2016 lebten in Alak 62.090 Menschen (31.607 Männer und 30.183 Frauen). Damit beträgt die Bevölkerungsdichte 714,42 Einwohner pro Quadratkilometer. 2010 waren es erst 51.230 Einwohner. Sie wohnen in 21.073 Haushalten, die sich auf 275 Nachbarschaften (Tetangga) verteilen.
In Alak gibt es fünf katholische Kirchen, 54 protestantische Kirchen, 18 Moscheen und ein hinduistischer Tempel.

## Wirtschaft
Diverse Nutztiere werden in Alak gehalten: Rinder zur Fleischproduktion, Wasserbüffel, Pferde, Schweine, Ziegen, Schafe, Hühner und Enten. Auf 80 Hektar wird Nassreis und auf 29 Hektar Trockenreis angepflanzt. Daneben gibt es Mais (auf 110 Hektar), Wasserspinat (52 Hektar), Erdnüsse (45 Hektar) und Maniok (43 Hektar), Spinat, Kohl, Bohnen, Tomaten, Auberginen, Gurken und verschiedene Obstsorten, wie Mangos, Bananen, Papayas, Avocados, Sternfrüchte, Jackfrüchte, Salak und Stachelannonen (Sirsak).

## Öffentliche Einrichtungen
In Alak gibt es fünf Polizeistationen und zwölf Sicherheitsposten, 24 Grundschulen, sechs Junior High Schools und sieben Senior High Schools. Um die Gesundheitsversorgung kümmern sich ein Krankenhaus, zwei Gesundheitszentren, 75 Mütter-Kind-Zentren und zwölf dörfliche Gesundheitszentren.